# Bernard Montgomery
Bernard Law Montgomery, vanaf 1946 burggraaf Montgomery of Alamein, (Kennington (Groot-Londen), 17 november 1887 – Alton (Hampshire), 24 maart 1976) was een Britse generaal en veldmaarschalk.

## Jeugdjaren
Montgomery werd geboren in een gezin van negen kinderen. Zijn vader, geboren in Donegal, was een Iers dominee. In 1889 werd zijn vader bisschop van Tasmanië, waardoor het gezin moest verhuizen.
In 1901 kreeg zijn vader werk aangeboden in Londen, waardoor het gezin terugkeerde naar Montgomery's geboorteplaats. Hij volgde een opleiding op de Koninklijke Militaire Academie Sandhurst. In 1908 trad hij toe tot het eerste bataljon van de "Royal Warwickshire Fusiliers". Hier was hij in dienst tot 1913 in Brits-Indië.

## Eerste Wereldoorlog
De Eerste Wereldoorlog begon in augustus 1914. In deze maand werd Monty (zoals iedereen hem noemde) met zijn regiment naar Frankrijk gestuurd waar hij deelnam aan de Slag bij Bergen in het Belgische Henegouwen. Tijdens deze gevechten sneuvelde de helft van zijn bataljon. Op 13 oktober 1914 werd Monty tijdens een tegenaanval in Meteren ernstig verwond door een kogel van een Duitse scherpschutter. Iedereen verwachtte dat hij zou sterven, maar Monty overleefde. Hij werd onderscheiden met het Orde van Voorname Dienst (DSO) voor zijn uitstekend leiderschap.
Begin 1916 keerde hij terug naar het westelijk front en werd hij stafofficier tijdens de Slag aan de Somme in 1916, de Slag om Arras en de Slag om Passendale in 1917. Tijdens deze periode kwam hij onder het gezag van generaal Herbert Plumer, waar hij de training van het Negende Korps op zich nam. Hij bereidde de soldaten zodanig voor dat zij uitmuntend hun taak uitvoerden en de doelstellingen bereikten met een minimum aan slachtoffers.
Op het einde van de oorlog was Monty opgeklommen tot generale stafofficier en kreeg hij tijdelijk de rang van luitenant-kolonel in de Britse 47e Divisie.

## De tussenjaren
Na de oorlog diende Monty in het Britse Rijnleger en schreef hij zijn ervaringen op in een serie van trainingshandleidingen en pamfletten.
Eind 1920 werd hij brigademajoor bij de 17e Infanteriedivisie. Deze divisie was gelegerd in County Cork tijdens de Ierse Onafhankelijkheidsoorlog. Hier viel hij op door de grote correctheid die hij in de strijd gebruikte, dit in tegenstelling tot zijn voorgangers die er niet voor terugdeinsden minder conventionele middelen te gebruiken. Naarmate het conflict vorderde, werd het Monty duidelijk dat het conflict niet gewonnen kon worden en dat alleen een Engelse terugtrekking voor vrede kon zorgen.
In mei 1923 werd Montgomery bij de Territoriale 49e Divisie gestationeerd. Hij keerde terug naar het 1e Royal Warwickshire Regiment in 1925 als compagniescommandant. In januari 1926 werd hij, nadat hij promoveerde tot majoor in 1925, benoemd tot plaatsvervangend adjunct-adjudant-generaal bij het Staff College, Camberley in de tijdelijke rang van luitenant-kolonel, een positie die hij tot januari 1929 bekleedde waarna hij zelf de rang van luitenant-kolonel behaalde.
In 1927 ontmoette hij Elizabeth Carver, een weduwe met wie hij ook trouwde. Hun eerste zoon werd geboren in augustus 1928.
In 1931 werd hij luitenant-kolonel bij het eerste bataljon van het Royal Warwickshire Regiment en werd hij achtereenvolgens naar Palestina, Egypte en Brits-Indië gestuurd. Hij werd gepromoveerd tot kolonel en diende vervolgens in het Brits-Indische leger in Quetta, dicht tegen de Afghaanse grens.
Door zijn arrogantie en stijfkoppige vorm van leiding geven kwam Monty vaak in botsing met zijn superieuren. Deze eigenschappen bleven hem later parten spelen.
Zijn vader stierf in 1932 en in de herfst van 1937 stierf ook zijn grote liefde, Elizabeth. Zijn vrouw had namelijk een infectie opgelopen door een insectenbeet tijdens een vakantie in Burnham-on-Sea. Dit verlies schokte Monty diep en na de begrafenis stortte hij zich volop op zijn werk.
In 1938 maakte hij met een groots opgezette oefening van een amfibische operatie indruk op zijn chef, generaal Archibald Wavell, waarna hij werd gepromoveerd tot generaal-majoor en hij het commando kreeg over de Britse achtste divisie in Palestina. Hier drukte hij een Arabische opstand de kop in, waarna hij in juli 1939 terugkeerde naar Groot-Brittannië om er de derde Britse infanterie divisie te leiden.

## Tweede Wereldoorlog

Montgomery (midden) met Omar Bradley (links) en Miles Dempsey (rechts) op 10 juni 1944

Toen Duitsland op 1 september 1939 Polen binnenviel en hiermee de neutraliteit van dit land schond, verklaarde Groot-Brittannië de oorlog aan Duitsland. Monty werd als aanvoerder van de derde divisie van het Britse Expeditieleger naar Frankrijk gestuurd. Tijdens de maanden waarin er tussen Duitsland en Groot-Brittannië niets gebeurde, een periode die bekendstaat als de 'phoney war', legde Monty zich verder toe op het trainen van zijn troepen. Op 10 mei 1940 viel Duitsland de Lage Landen binnen en stond Monty oog in oog met de vijand, onder andere tijdens de Slag om Leuven. Helaas voor hem beschikte het Duitse leger over een nieuwe aanvalstactiek, de Blitzkrieg, waardoor het expeditieleger genoodzaakt werd zich westwaarts terug te trekken en het vasteland te verlaten om totale vernietiging door de vijand te voorkomen. Dit resulteerde in Operatie Dynamo, de evacuatie van 330.000 Britse en Franse militairen van Duinkerke naar Groot-Brittannië. Monty was woedend over de gang van zaken en zwoer terug te zullen keren om de Duitsers te verslaan.
In 1942 kreeg hij opnieuw de kans de Duitsers te bestrijden, ditmaal in Noord-Afrika waar hij veldcommandant werd van het Britse Achtste Leger. Hij vormde dit binnen de kortste keren om van een lusteloze strijdmacht, die tegen het Duitse Afrikakorps tot dan toe weinig anders dan nederlagen had geleden, tot een leger dat vol trots en moed de strijd aanbond. Het vooruitzicht van de landing van de Amerikanen in Marokko en Algerije (november 1942, Operatie Torch), gepaard met aanzienlijke materiële steun voor de Britten, hielp natuurlijk. Op 31 augustus 1942 begon de strijd om Alam Halfa waarbij de Duitse veldmaarschalk Erwin Rommel, samen met zijn Afrikakorps, probeerde om Monty's achtste leger te omsingelen. Dit mislukte en resulteerde uiteindelijk in een Duitse terugtocht. Op 23 oktober begon de Tweede Slag bij El Alamein. De slag eindigde na twaalf dagen. Ondanks 13.500 Britse doden en gewonden was het de eerste grote offensieve overwinning van de Britten op de Duitsers. Montgomery werd gepromoveerd tot generaal en werd bevorderd tot Ridder Commandeur in de Orde van het Bad. Vanaf dit moment werd het Duitse leger steeds verder teruggedreven en dit leidde in mei 1943 tot de vernietiging van het Duitse Afrikakorps. Zo kwam er een einde aan de Duitse en Italiaanse aanwezigheid in Noord-Afrika.
Na de successen in Noord-Afrika werd door de geallieerden een nieuwe grote operatie voorbereid: de invasie van Sicilië. Deze kreeg de codenaam Husky en werd grotendeels door Monty voorbereid. Gedurende de invasie kreeg Monty het steeds vaker aan de stok met de Amerikaanse commandanten en dan vooral met generaal George Patton. Dit resulteerde uiteindelijk in een race naar Messina, de laatste te veroveren stad op Sicilië, die door generaal Patton gewonnen werd.
Hierop volgden de landingen op het Italiaanse vasteland. Deze verliepen moeizaam, maar leidden op 24 juli 1943 tot de val van de Italiaanse dictator Benito Mussolini.

## Plan 303
In 1944 zette de Britse Security Service, bekend onder de naam MI5, M. E. Clifton James (1898/1963) in als dubbelganger van de grote generaal. Clifton James was tijdens gevechten in de Eerste Wereldoorlog aan de Somme gewond geraakt waardoor hij ongeschikt werd voor gevechtshandelingen in de strijd die nog zou volgen. De intentie van de opmerkelijke operatie was, om met de zogenaamde aanwezigheid van ‘Montgomery’ in Zuid-Europa en Afrika, Duitse waarnemers te laten geloven dat een ophanden zijnde invasie vanuit het zuiden plaats zou vinden en dat de geallieerden wilden penetreren in de ‘zachte onderbuik’ van het Duitse Rijk. In het bijzonder betrof het hier ‘Plan 303’, een plan voor de geallieerde landing in Zuid-Frankrijk.
Clifton James - van huis uit acteur - bereidde zich, in het diepste geheim, goed voor op zijn dubbelgangerrol, en moest het gebruik van alcohol en tabak tot zijn spijt achterwege laten omdat Montgomery geheelonthouder was. Om zijn rol te vervolmaken oefende hij langdurig op de perfecte imitatie van het stemgeluid van de generaal. Om echt succesvol te zijn was er echter meer nodig dan het nadoen van de uitdrukkingen van Montgomery met een baret op, en wat schmink. Clifton James schrijft daarover in zijn boek I was Monty’s double (1954):
[…] I had followed Monty […] and I felt confident that I could imitate his voice, gestures and mannerisms, but his personality was quite a different matter. It was so unique and overpowering that I despaired of ever being him. It was one thing to ape the outside of a man, but quite another to acquire something of his fire and forcefulness. When he stopped and spoke to people they felt something which came from inside him. What would they feel if I stopped and spoke to them? Nothing at all. […] What I needed was a transfusion of morale […]
Over zijn avonturen werd in 1958 een film gemaakt onder dezelfde naam als het boek, later werd de film ook uitgebracht op dvd. In de film is Clifton James te bewonderen in zijn dubbelrol; hij speelt zichzelf en moet voor de Duitsers doorgaan als Montgomery. De Zwolse auteur At Voorhorst beweert in zijn boek Dubbelgangers Ontmaskerd dat er zonder gebruik van DNA en vingerafdrukken toch uitspraken kunnen gedaan worden over de identiteit van personen. In het geval van Clifton James zou dat achteraf gemakkelijk blijken omdat Clifton James een vinger miste van zijn rechterhand, een gegeven dat zelfs voor mensen die Clifton James van nabij kenden niet altijd bekend was.

## Normandië

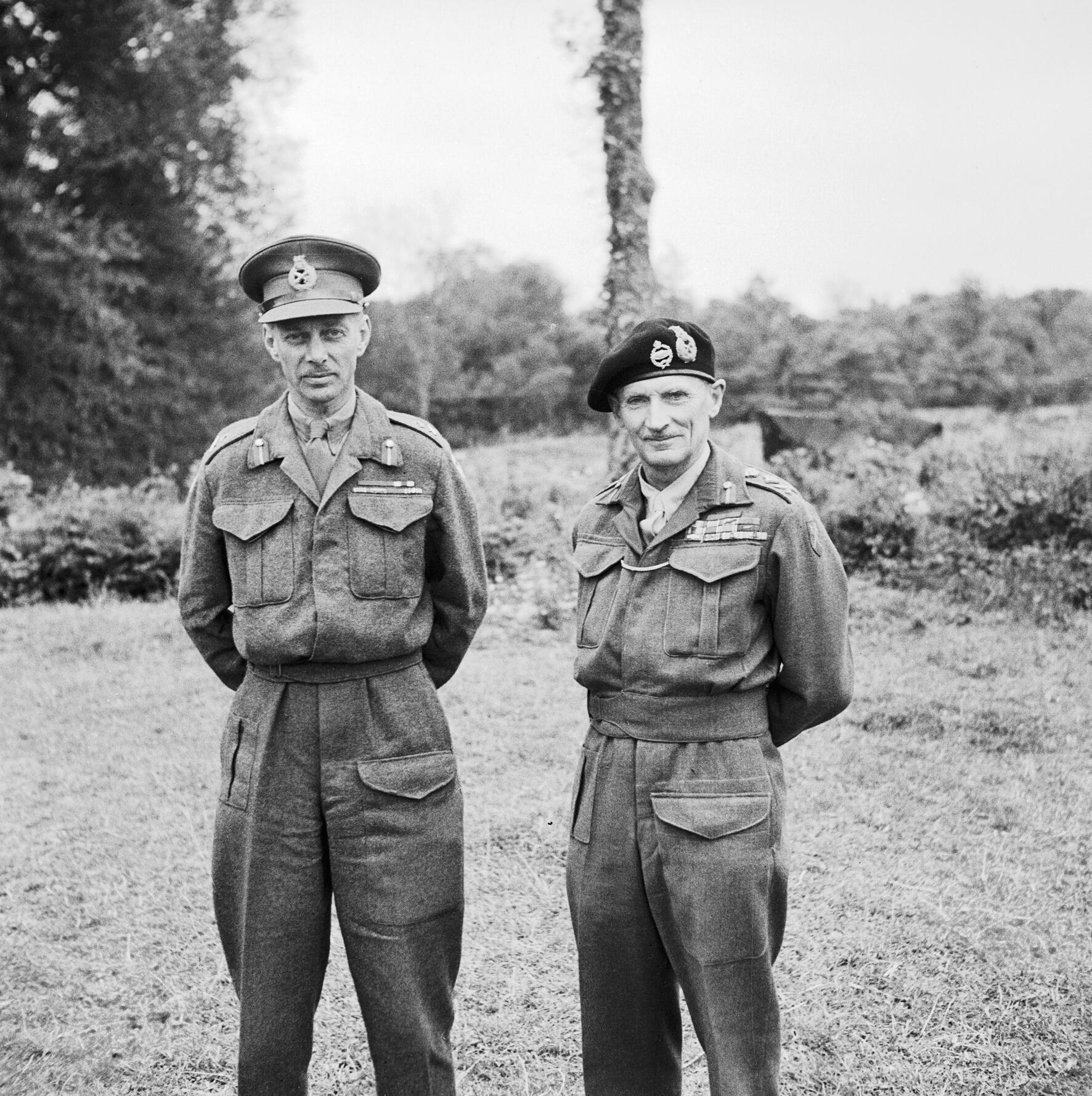
Montgomery met Dempsey in Frankrijk op 16 juli 1944

Op 23 december 1943 werd Monty teruggeroepen naar Groot-Brittannië om er mee te helpen aan het opstellen van de plannen rond Operatie Overlord, de invasie van Normandië. Hij kreeg het bevel over de 21e legergroep waarmee hij op 6 juni 1944 de strijd begon.
De strijd in Normandië liep niet zoals verwacht, waardoor Monty zich genoodzaakt zag om van zijn originele planning af te stappen en de Duitsers in verschillende los van elkaar staande offensieven te verslaan. De aanval was gestagneerd en de kritiek op Montgomery groeide. De Amerikaanse generaals noemden hem "a bad general" en drongen bij Eisenhower aan op zijn degradatie. Eisenhower deed dit niet omdat Monty een volksheld was in zijn geboorteland en Churchills oogappel. Na zware luchtbombardementen, waarbij onder andere 85 procent van de historische stad Caen werd vernietigd, kwam de doorbraak met de slag rond Falaise, waarin een groot deel van de Duitse troepen gevangen werd genomen via een tangbeweging (De zak van Falaise). Gedurende deze periode werd hij bevorderd tot veldmaarschalk.

## Market Garden
In september 1944 waren de geallieerde legers reeds gevorderd tot aan de grenzen van het Duitse rijk en iedereen verwachtte dat de oorlog voor het einde van het jaar voorbij zou zijn. Monty kwam met het plan via Nederland door te stoten naar het industriële hart van Duitsland, het Ruhrgebied. Konden ze dit veroveren dan zou Duitsland zonder middelen komen te zitten en zou het binnen de kortste keren in elkaar storten.
Het plan kreeg de codenaam Operatie Market Garden en bestond erin met behulp van luchtlandingstroepen van de Belgische grens tot en met de Rijn bij Arnhem alle bruggen te veroveren om zo de weg vrij te maken voor de aanstormende grondtroepen. In tegenstelling tot de andere plannen van Monty die minutieus voorbereid werden, werd dit plan in enkele dagen opgesteld en voorbereid. Dit resulteerde uiteindelijk in een zeer risicovol plan waarbij de kleinste tegenslag kon ontaarden in een ramp. Aangezien de Duitsers na de Zak van Falaise voortdurend op de terugtocht waren geweest, was bijna iedereen in het geallieerde hoofdkwartier er zeker van dat het Duitse leger bijna verslagen was en enkel nog een genadeslag diende te krijgen.
Tegen alle waarschuwingen van het Nederlands verzet of zijn eigen staf in zette Monty zijn plan door. De tegenstand van de Duitsers in Nederland bleek echter veel sterker dan verwacht. Dit kwam vooral door de niet opgemerkte SS pantserdivisie die in de buurt van Arnhem gelegerd was. Hierdoor liepen de grondtroepen sterke vertraging op. De lichtbewapende parachutisten waren niet voorbereid op gevechten met tanks. Vanwege de vrees voor sterk luchtafweergeschut waren de troepen ver buiten Arnhem gedropt, voornamelijk op de Ginkelse heide bij Ede. Eén en ander resulteerde uiteindelijk in het feit dat de hoofdmacht van de geallieerden niet op tijd in Arnhem kon komen om daar de Eerste Britse luchtlandingsdivisie te ontzetten. Deze para's sneuvelden bijna allemaal. Operatie Market Garden mislukte als militaire operatie en in plaats van de oorlog te verkorten, werd de oorlog mogelijk verlengd omdat Monty ook al zijn pijlen op de Scheldemonding had kunnen richten na de bevrijding van de Antwerpse haven. Als gevolg hiervan zouden de geallieerden over een veel kortere bevoorradingslijn beschikt hebben, waardoor ze het offensief met meer middelen had kunnen voortzetten. Nu hadden de Duitsers zich stevig ingegraven in moeilijk te veroveren stellingen waardoor de zuivering van de Scheldemonding nog een zeer moeilijke taak werd. Na de slag om Arnhem gaf Montgomery ten onrechte de schuld aan de Poolse troepen wat hem zeer kwalijk werd genomen. Sommigen wijten Montgomery's haast aan zijn rivaliteit met de Amerikaanse generaal Patton.

## Ardennenoffensief
Toen de Duitsers op 16 december 1944 aan het Ardennenoffensief begonnen met als einddoel Antwerpen om zo de geallieerde legers in tweeën te splijten, werd de Amerikaanse Twaalfde Legergroep in de Ardennen al vlug overrompeld waardoor het Eerste Amerikaanse Leger aan de noordkant van de Duitse 'uitstulping' geïsoleerd raakte van de rest. Generaal Omar Bradley, die de Twaalfde Legergroep leidde, zat aan de zuidkant van de uitstulping waardoor het moeilijk werd om leiding te geven aan de Eerste Leger. Daarom besloot Eisenhower op 20 december 1944 dat het Amerikaanse Eerste en Negende leger onder commando van Montgomery dienden te worden gesteld omdat hij de dichtstbijzijnde commandant op het veld was. Dit zorgde voor discussies tussen Eisenhower en Bradley die er niets voor voelde dat een Amerikaans leger geleid zou worden door een Brit. Eisenhower gaf echter niet toe. Montgomery kon hierbij niet helemaal de indruk vermijden dat deze regeling hem een goed gevoel gaf.
Montgomery herstelde de situatie en zorgde ervoor dat het Amerikaanse leger weer als een geheel vocht volgens een weldoordacht plan en het zich niet liet verleiden tot geïsoleerde aanvallen.
Op 19 december begon de Amerikaanse generaal Patton vanuit het zuiden op te trekken om zo de uitstulping te omsingelen. Toen Patton tegen 1 januari 1945 bijna aansluiting met Montgomery's troepen in het noorden had gemaakt, wilde Eisenhower dat Monty een aanval lanceerde om zo contact te maken met Pattons troepen en de Duitsers te omsingelen. Monty lanceerde het offensief pas op 3 januari omdat hij vond dat zijn troepen op 1 januari nog niet klaar waren. Hierdoor kon het merendeel van de Duitsers vluchten, waardoor Monty zich de woede van de Amerikanen op de nek haalde.
Na het Ardennenoffensief werd het eerste Amerikaanse leger weer onderdeel van de twaalfde Amerikaanse legergroep. Het negende leger bleef wel nog onder bevel van Monty tot aan de oversteek van de Rijn.

## Slotoffensief
Met de operaties Veritable en Grenade wist Monty zich een weg te banen tot aan de Rijn, het laatste natuurlijke obstakel tussen de geallieerden en het hart van het Duitse rijk. Op 24 maart 1945 lukte het Monty om bij Wesel de Rijn over te steken in de minutieus voorbereide Operatie Plunder, waarbij Wesel platgebombardeerd werd. Een gevolg hiervan was dat Monty's 21e Legergroep de Duitse Legergroep B in het Ruhrgebied kon omsingelen. Het plan was dat Monty de flank van het Amerikaanse leger zou beschermen bij de daaropvolgende doorstoot naar Berlijn, maar Eisenhower zag het gevaar van het communistische Rode Leger en besloot zo veel mogelijk terreinwinst te boeken en liet Berlijn aan de Sovjets. Monty kreeg opdracht door te stoten naar Hamburg en Rostock om er zo voor te zorgen dat de Sovjets niet tot in Denemarken zouden oprukken.
Op 4 mei 1945, aan het einde van de Europese oorlog, accepteerde Montgomery op de Lüneburger Heide de capitulatie van alle Duitse strijdkrachten in het westen. Drie dagen later capituleerde het volledige Duitse leger. Dit maakte een einde aan de Tweede Wereldoorlog in Europa.
Hij ontving veel onderscheidingen waaronder de Amerikaanse Army Distinguished Service Medal.

## Stijl van oorlog voeren
Montgomery had een unieke stijl van oorlog voeren ontwikkeld waarmee hij de eigen verliezen probeerde te beperken en die bij de vijand te maximaliseren. Hij deed dit in Afrika, in Normandië en later ook in de Ardennen. De meeste andere topgeneraals in het geallieerde leger onderschatten zijn capaciteiten en hadden veel kritiek op zijn strategie. Hij zou te langzaam werken, hij zou "de oorlog willen winnen door terug te trekken",... Hij kon dat sentiment zelf niet begrijpen. Montgomery probeerde steeds de vijand uit balans te brengen voor hij zelf tot de aanval zou overgaan, de zogezegde "zachte methode". Hij deed dit door de vijand te laten bewegen om zijn linies: versterken op een bepaalde plaats ten koste van een andere plaats (bijvoorbeeld de Zak van Falaise), om dan als de tijd gekomen was door te breken en de vijand te omsingelen.
Een voorbeeld daarvan was in de Ardennen, waar hij Harmons korps aan het uiterste punt van de "zak" wilde klaarhouden om dan aan te vallen. Harmon mocht tot dat tijdstip niet in defensieve acties verwikkeld raken. Het heeft toen echter niet gewerkt omdat Harmon de volledige Duitse 2de pantserdivisie kon vernietigen en dat ook heeft gedaan.
Al met al kan men stellen dat Montgomery uniek was in zijn denken. Waar de wereld in de ban was van de Blitzkrieg propageerde hij vooral balans. Waar de Amerikanen en Duitsers snel wilden handelen om de vijand te overdonderen, probeerde hij listig te zijn, ze in de val te lokken en dan pas te vernietigen.

## Latere leven

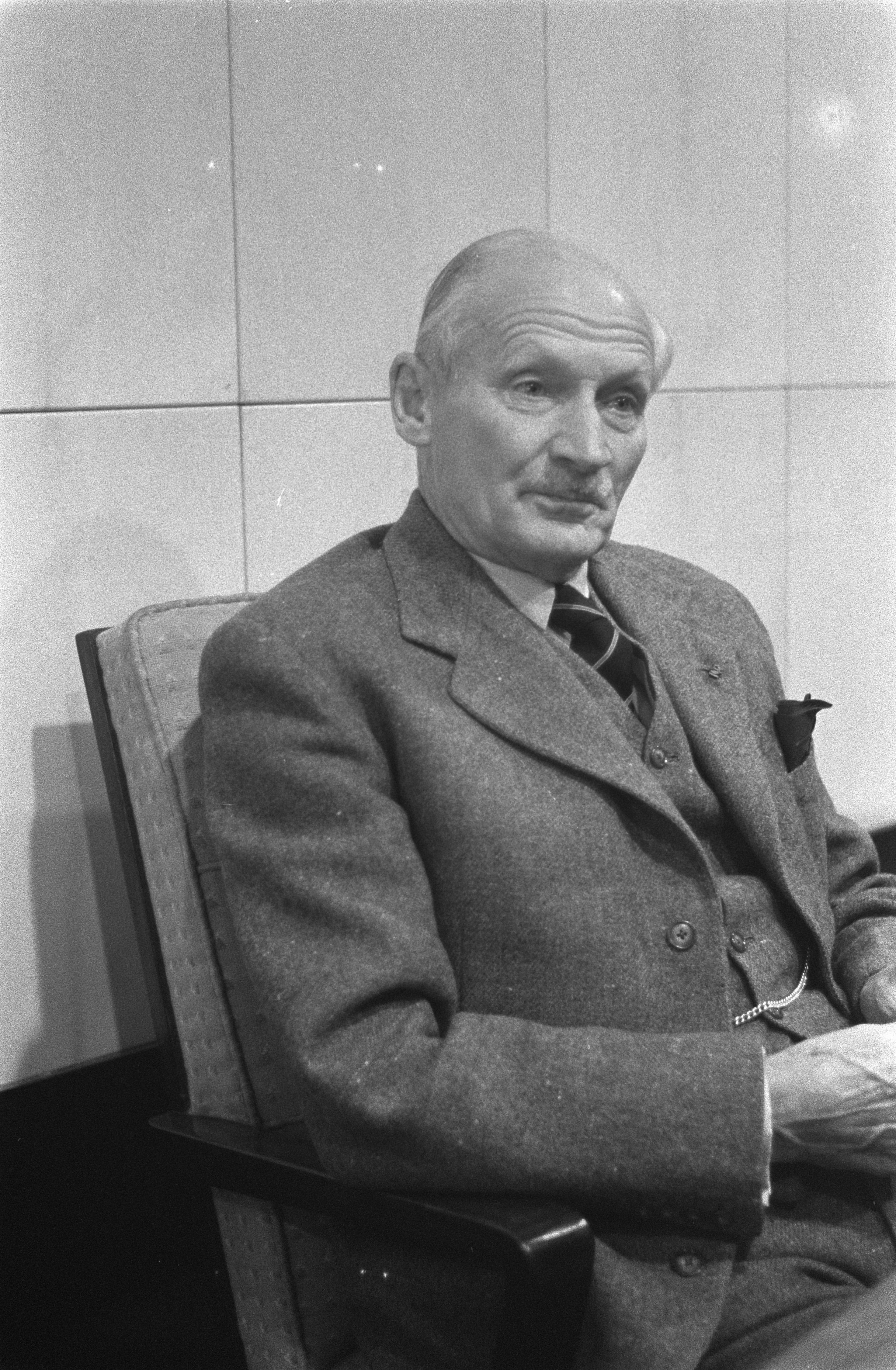
Montgomery in 1960

Na de Duitse capitulatie was Montgomery de bevelhebber van de Britse bezettingstroepen in Duitsland. In die hoedanigheid weigerde hij alle gratieverzoeken die ter dood veroordeelde nazileiders bij hem deden. Dit speelde allemaal tijdens het proces van Neurenberg. (1946)
Nadien werd Montgomery benoemd tot chef van de Imperial General Staff (CIGS), de hoogst bereikbare militaire rang in Groot-Brittannië. Hij behield deze functie tot 1948, waarna hij al snel werd benoemd tot voorzitter van de permanente verdedigingsorganisatie van de West-Europese Unie. In 1951 kwam het voorzitterschap van de NAVO hiervoor in de plaats.
Montgomery ging in 1958 met pensioen en publiceerde zijn memoires: The Memoirs Of Field-Marshal Montgomery. In deze memoires uitte hij felle kritiek op generaal Eisenhower over de wijze waarop hij de landingen in Normandië in 1944 had geleid. Het boek verscheen in 1961, en had als titel: The Path to Leadership.
Op 24 maart 1976 overleed Monty in zijn huis te Alton, Hampshire. Hij kreeg een staatsbegrafenis waarna hij te ruste werd gelegd op de nabijgelegen Holy Cross begraafplaats. Hij werd 88 jaar oud.

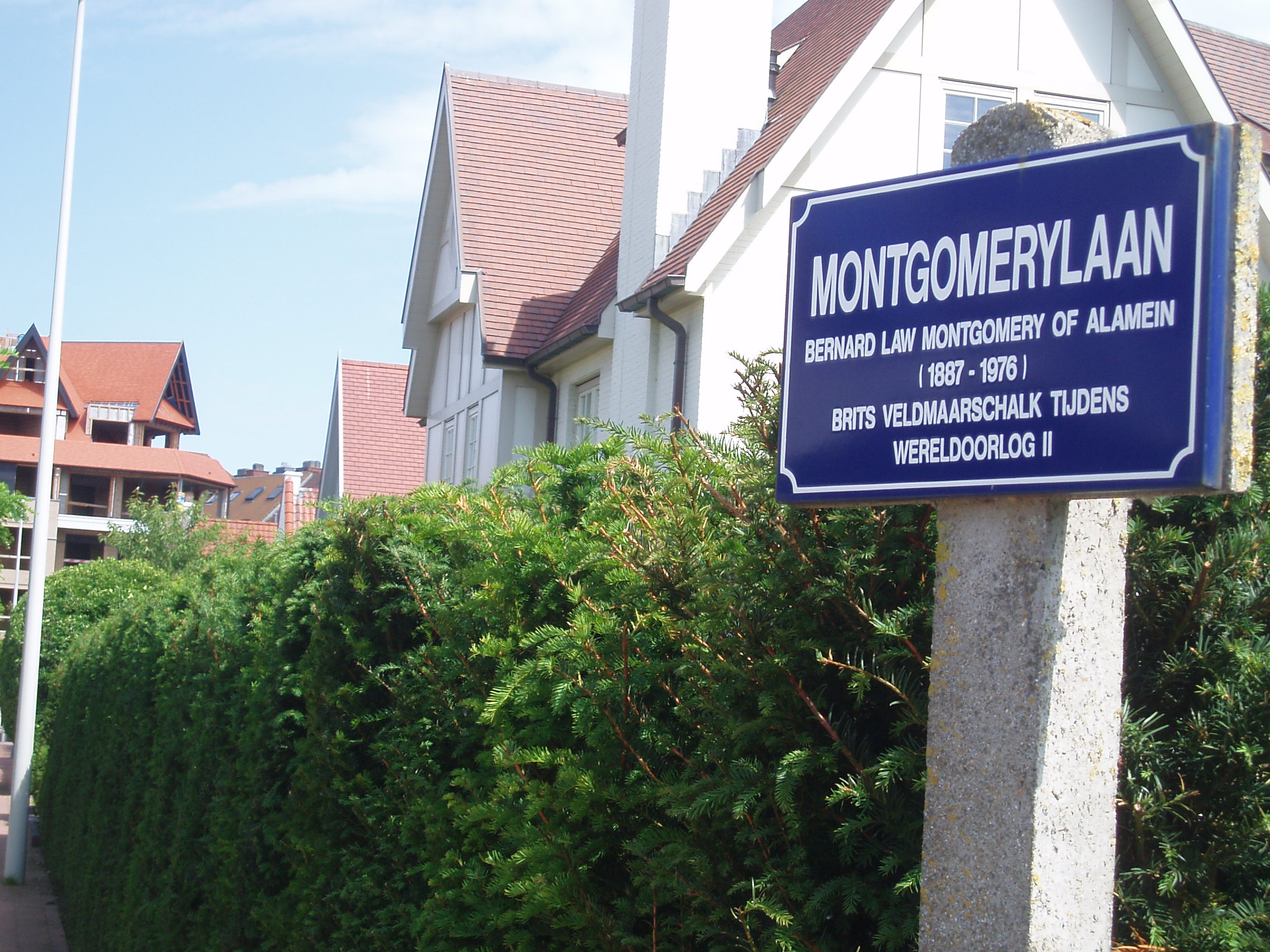
Montgomerylaan te Knokke.

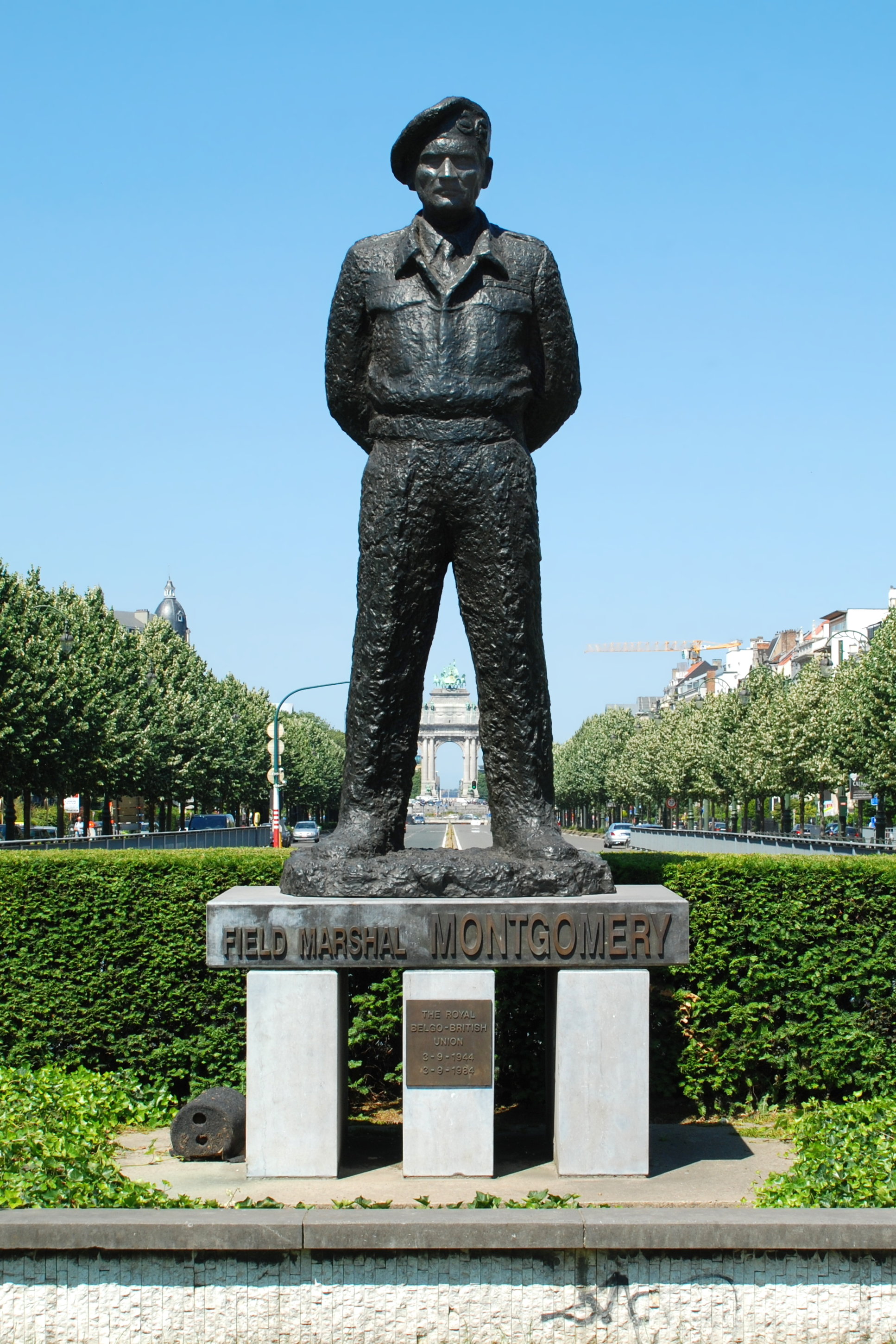
Standbeeld op het Montgomeryplein in Brussel

## Trivia
- Op heel wat plaatsen werden pleinen en straten naar Montgomery genoemd. In België onder meer het Montgomeryplein in Brussel, maar ook in Knokke, Kuurne en Diest. In Nederland onder meer in Helmond, Eindhoven, Soesterberg, Middelburg, Nederweert, en Doetinchem
- Op 8 april 1948 werd een dok in Oostende, omgedoopt naar het Montgomerydok. Dit gebeurde in aanwezigheid van de veldmaarschalk zelf. Enkele dagen eerder, op 3 april, werd hij ook de eerste ereburger van de stad.[3]
- In 1955 werd Montgomery in een speciale raadsvergadering benoemd tot ereburger van Nijmegen.
- De Montgomery cocktail is naar hem vernoemd en is een cocktail op basis van Martini.
- De Franse gemeente Colleville-Montgomery is naar hem vernoemd. Deze heette voor de Tweede Wereldoorlog nog Colleville-sur-Orne.
- Percy Hobart was zijn zwager, de broer van zijn vrouw Elisabeth.

## Militaire loopbaan
- Second Lieutenant: 19 september 1908[4]
- Lieutenant: 1 april 1910[4]
- Tijdelijk Captain: 14 september 1914 - 13 oktober 1914[4]
- Captain: 14 oktober 1914[4]
- Tijdelijk Major:
  - 22 januari 1917 - 15 juli 1918[4]
  - 12 april 1919 - 2 september 1919[4]
- Titulair Major: 6 augustus 1918[4]
- Major: 25 juli 1925[4]
- Tijdelijk Lieutenant-Colonel:
  - 16 juli 1918 - 11 april 1919[4]
  - 4 september 1919 - 5 november 1919[4]
  - 23 januari 1926 - 31 december 1927[4]
- Titulair Lieutenant-Colonel: 1 januari 1928[4]
- Lieutenant-Colonel: 17 januari 1931[4]
- Colonel: 29 juni 1934[4]
  - Anciënniteit: 1 januari 1931 (wachtgeld 29 juni 1937; volledige bezoldiging 5 augustus 1937)[4]
- Tijdelijk Brigadier: 5 augustus 1937 - 27 oktober 1938[4]
- Major-General: 28 oktober 1938[4]
  - Anciënniteit: 21 mei 1938[4]
- Waarnemend Lieutenant-General: 22 juli 1940 - 21 juli 1941[4]
- Tijdelijk Lieutenant-General: 22 juli 1941 - 15 oktober 1942[4]
- Lieutenant-General: 16 oktober 1942[4]
- General: 11 november 1942[5][4]
- Field Marshal: 1 september 1944[4]

## Decoraties
- Burggraaf op 1 januari 1946[6]
- Ridder in de Orde van de Kousenband op 3 december 1946[7]
- Ridder Grootkruis in de Orde van het Bad op 14 juni 1945[8]
  - Ridder Commandeur in de Orde van het Bad op 11 november 1942[5]
  - Lid in de Orde van het Bad op 11 juli 1940[9]
- Orde van Voorname Dienst op 1 december 1914[10]
- Army Distinguished Service Medal in 1947[11]
- Grootofficier in het Legioen van Verdienste op 10 augustus 1943[12]
- Orde van de Overwinning op 21 juni 1945[13]
  - Der Eerste Klasse op 16 januari 1947[14]
- Orde van Soevorov, 1e klasse op 4 oktober 1944[15]
- Croix de guerre 1914-1918 op 7 januari 1919[16]
- Ridder in de Orde van de Olifant op 2 augustus 1945[17]
- Grootcommandeur in de Orde van George I op 20 juni 1944[18]
- Virtuti Militari
  - Der Vijfde Klasse op 31 oktober 1944[19]
- Grootkruis in de Orde van de Witte Leeuw op 22 september 1947[14][20]
- Grootlint in de Orde van Solomon in 1949[18]
- Grootofficier met Palm in de Orde van Leopold II op 16 januari 1947[21]
- Oorlogskruis (België) met Palm op 16 januari 1947[21]
- Grootkruis in de Orde van de Nederlandse Leeuw op 16 januari 1947[14]
- Grootkruis in de Orde van Sint-Olaf op 10 juli 1951[22]
- Médaille militaire in 1958
- Grootkruis in het Legioen van Eer op mei 1945
- Oorlogskruis (Tsjecho-Slowakije)
- Britse Oorlogsmedaille[4]
- 1914 Ster[4]
  - Gesp[4]
- Overwinningsmedaille (Verenigd Koninkrijk)[4]
- General Service Medal 1918-1962[4]
  - Gesp Palestijn 1936-1939[4]
- Hij werd negenmaal genoemd in de Dagorders. Dat gebeurde op:
  - 17 februari 1915
  - 4 januari 1917
  - 11 december 1917
  - 20 mei 1918
  - 20 december 1918
  - 5 juli 1919
  - 15 juli 1939
  - 24 juni 1943
  - 13 januari 1944